# لوس هينوخوساس
بلدية لوس هينوخوساس (بالإسبانية: Los Hinojosos)‏، هي إحدى بلديات مقاطعة قونكة إحدى مقاطعات إسبانيا، و التي تقع في منطقة قشتالة لا منتشا وسط البلاد, و المائلة لجهة الشرق من إسبانيا.
يبلغ عدد سكانها 1.016 نسمة وفقاً لإحصائية سنة (2007).